# مری والدرون
مری والدرون (انگلیسی: Mary Waldron؛ زادهٔ ۵ مهٔ ۱۹۸۴) بازیکن فوتبال اهل جمهوری ایرلند است.
وی همچنین در تیم ملی فوتبال زنان جمهوری ایرلند بازی کرده‌است.